# Rue d'Austerlitz (Lyon)
Pour les articles homonymes, voir Rue d'Austerlitz.
La rue d’Austerlitz est une voie de circulation du 4e arrondissement de Lyon, sur le plateau de la Croix-Rousse.

## Situation et accès
Elle commence rue du Mail, à l'angle de la place de la Croix-Rousse, traverse les rues du Pavillon, de Belfort et Aimé-Boussange, avant de se terminer place Bellevue.
La rue est desservie par la station de métro Croix-Rousse ainsi que par une station de Vélo'v.

## Origine du nom
Elle tire son nom en souvenir de la victoire remportée à Austerlitz sur les Russes et les Autrichiens, le 2 décembre 1805.

## Historique
Toute proche de la rue Dumenge, la rue d'Austerlitz est née en 1812 lors de la création du « clos Dumenge » qui offrait des immeubles-ateliers spécialement conçus pour les canuts. Les appartements sont donc typiques de l'architecture canut, c'est-à-dire particulièrement hauts (pour y installer des métiers à tisser), et lumineux. Le bas de ces immeubles comportait des petites boutiques, souvent des commerces de premières nécessité. La rue d'Austerlitz, bien plus que sa voisine la rue Dumenge, a conservé cette vocation commerçante.
La rue s'est vu attribuer le nom de « rue des Fossés » en 1817, puis de « rue d'Austerlitz » le 4 août 1854, par délibération municipale.
L'association des commerçants de la rue organise régulièrement des animations, notamment un calendrier de l'Avent géant : certaines fenêtres de la rue sont numérotées et chaque jour l'une d'entre elles s'ouvre, laissant apparaître un personnage qui distribue des bonbons aux passants. Dans le cadre de la Fête des Lumières en 2008, un morpion utilisant les fenêtres des habitants et un Tetris géant, auquel les passants jouaient à l'aide d'un tapis au pied, étaient proposés.